# Ordonnance du 9 août 1944 relative au rétablissement de la légalité républicaine sur le territoire continental
Lire en ligne

Lire sur Légifrance

L'ordonnance du 9 août 1944 relative au rétablissement de la légalité républicaine sur le territoire continental, est une ordonnance promulguée par le Gouvernement provisoire de la République française (GPRF) et publiée à Alger, qui ôte toute légalité au régime de Vichy, en considérant comme nuls et non avenus tous les textes réglementaires constitutionnels édictés par le gouvernement de Pétain puis de Laval, en commençant par la loi constitutionnelle du 10 juillet 1940. Par conséquent, le GPRF dirigé par le général de Gaulle n'eut pas à proclamer la République, celle-ci n'ayant jamais, en droit, été dissoute. De façon plus générale, ce texte organise les conditions de la transition des normes en vigueur sous Vichy aux normes républicaines, dans les conditions historiques de la Libération.
Par ce texte, qui joue à la fois sur le temps et l'espace (le titre impliquant que la légalité républicaine n'a jamais cessé hors de la métropole), la France libre incarnée par le GPRF et dirigée par le général de Gaulle se constitue rétroactivement comme la prolongation constante de la République française, le régime de Vichy perdant tout droit à se présenter comme le successeur de la Troisième République.
Cette ordonnance signe ainsi la victoire définitive du gouvernement en exil constitué par de Gaulle dès 1940 avec le Conseil de défense de l'Empire, et qui contestait lors de la guerre l'autorité légitime de Vichy, les deux parties prétendant alors représenter de façon exclusive la France.
En outre, en liant explicitement le mode de gouvernement de la France à la République, elle entérine une conception républicaine de la France qui ôte par avance toute légitimité à une modification de cette forme de gouvernement.

## Contexte

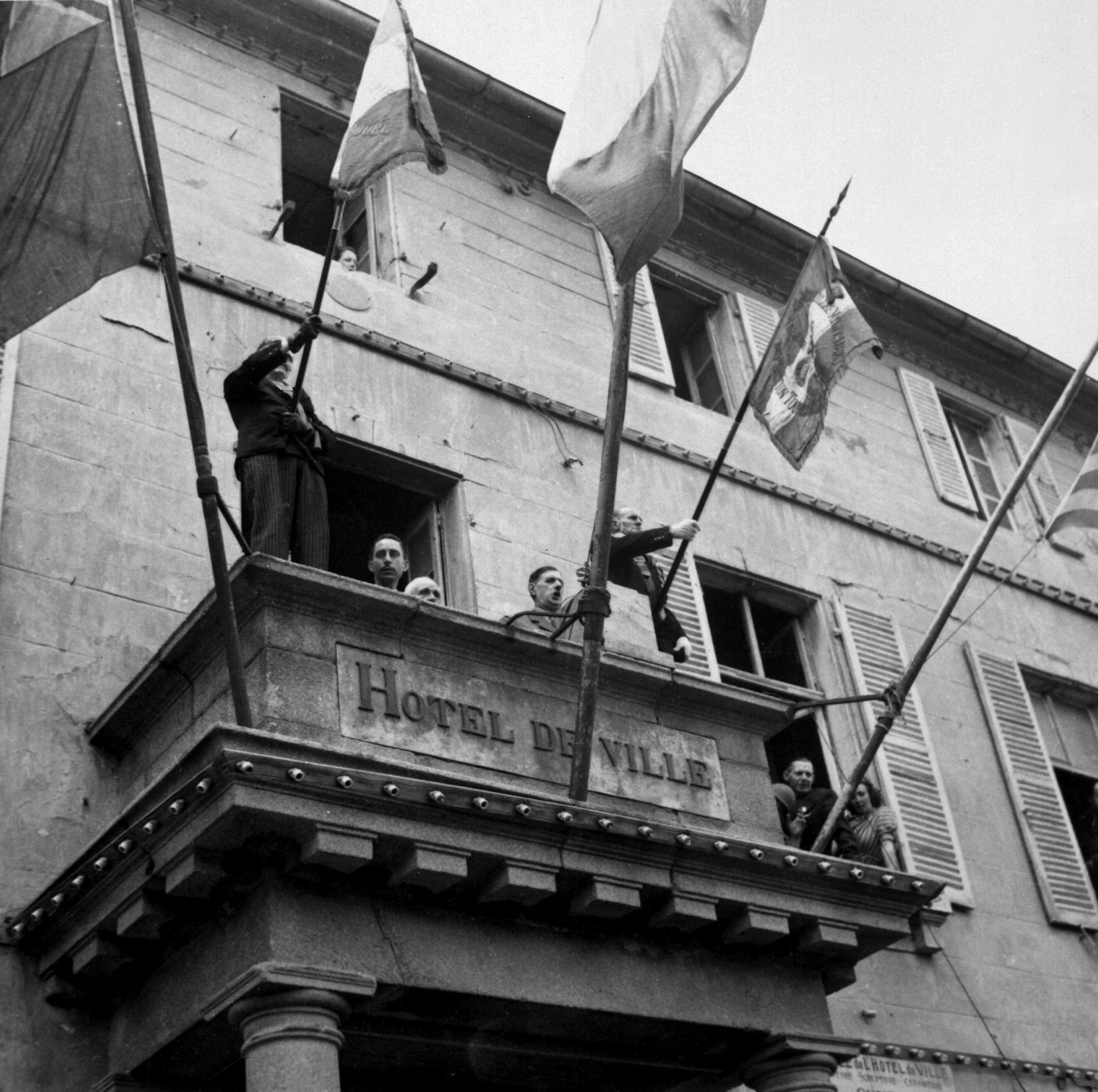
Charles de Gaulle prononçant un discours en août 1944 à Cherbourg.

Le refus de considérer le régime de Vichy comme une autorité légale est une constante au sein de la France libre fondée par Charles de Gaulle. Déjà, dans son manifeste de Brazzaville, le 27 octobre 1940, le général avait proclamé : « […] il n'existe plus de gouvernement proprement français. » et « L'organisme sis à Vichy et qui prétend porter ce nom est inconstitutionnel et soumis à l'envahisseur. », tout en éditant, le même jour, la première Ordonnance de la France libre établissant le Conseil de défense de l'Empire qui organisait « les pouvoirs publics dans toutes les parties de l'Empire libérées du contrôle de l'ennemi [...] sur la base de la législation française antérieure au 23 juin 1940, ».
Puis, l'ordonnance no 16 du 24 septembre 1941 créant le Comité national français considère « que de multiples preuves établissent que l'immense majorité de la Nation française, loin d'accepter un régime imposé par la violence et la trahison, voit dans l'autorité de la France libre l'expression de ses vœux et de ses volontés ». Ce faisant, la France libre, le Conseil de défense de l'Empire, le Comité national français, puis le Comité français de la Libération nationale (CFLN) et le Gouvernement provisoire de la République française (GPRF),, entendaient se présenter comme la seule autorité légitime et la seule continuation légale de la République.
À la Libération, le général de Gaulle, président du Gouvernement provisoire de la République française, refusa d'accéder aux demandes de ceux, dont Georges Bidault alors président du Conseil national de la Résistance (CNR), qui le pressaient de « rétablir la République », leur signifiant qu'elle n'avait jamais cessé d'exister car ayant toujours considéré « l'État français » comme illégitime :
« La République n'a jamais cessé d'être. La France libre, la France combattante, le Comité français de libération nationale l'ont tour à tour incorporée. Vichy fut toujours et demeure nul et non avenu. Moi-même suis le président du gouvernement de la République. Pourquoi irais-je la proclamer, ? »

## Dispositions de l'ordonnance
L'ordonnance est promulguée au visa de l'ordonnance du 3 juin 1943 portant institution du Comité français de la Libération nationale et de l'ordonnance du 3 juin 1944 instituant le Gouvernement provisoire de la République française, soulignant la continuité du GPRF et du CFLN.

L'article 1er dispose que : 

« La forme du Gouvernement est et demeure la République. En droit, celle-ci n'a pas cessé d'exister. »

D'où découle l'article 2 : 

« Sont en conséquence, nuls et de nul effet tous les actes constitutionnels, législatifs ou réglementaires, ainsi que les arrêtés pris pour leur exécution, sous quelque dénomination que ce soit, promulgués sur le territoire continental postérieurement au 16 juin 1940 et jusqu'au rétablissement du Gouvernement provisoire de la République française.
 Cette nullité doit être expressément constatée. »

L'article 3 cite donc les actes constitutionnels dont la nullité est constatée :
- l'acte dit loi constitutionnelle du 10 juillet 1940 ;
- tous les actes dits : « actes constitutionnels » ;
- tous les actes qui ont institué des juridictions d'exception (voir cependant l'article 8) ;
- tous les actes qui ont imposé le travail forcé pour le compte de l'ennemi ;
- tous les actes relatifs aux associations dites secrètes ;
- tous ceux qui établissent ou appliquent une discrimination quelconque fondée sur la qualité de Juif ;
- l'acte dit « décret du 16 juillet 1940 » relatif à la formule exécutoire. Toutefois, les porteurs de grosses et expéditions d'actes revêtus de la formule exécutoire prescrite par l'acte dit « décret du 16 juillet 1940 » pourront les faire mettre à exécution sans faire ajouter la formule exécutoire rétablie.

D'autres actes annulés sont mentionnés dans les tableaux annexes.
Les articles 6 à 9 organisent la transition du droit en vigueur sous Vichy au nouveau droit.
Ainsi, l'article 6 organise l'entrée en vigueur des actes publiés au Journal officiel de la France libre, au Journal officiel de la France combattante, au Journal officiel du commandement en chef français civil et militaire et enfin au Journal officiel de la République française.
À l'inverse, l'article 7 organise l'extinction des actes de Vichy, qui doit, pour les actes non mentionnés à l'article 2, être expressément constatée. Cet article décrit le régime de Vichy comme « l’autorité de fait se disant « gouvernement de l’État français » », récusant de fait sa légalité.
L'article 9 dispose : « Les actes administratifs postérieurs au 16 juin 1940 sont rétroactivement et provisoirement validés ».
L'article 10 dissout toutes les organisations et partis de la Collaboration, dits « groupements anti-nationaux » (voir infra), place leurs biens sous séquestre et punit toute tentative de maintien ou de reconstitution de ces organismes.
Cette ordonnance affirme donc la permanence en droit de la République française et nie toute légitimité au gouvernement de Vichy et de ses actes (constitutionnels ou pas). En conséquence, la loi constitutionnelle du 10 juillet 1940 est un acte de nul effet ainsi que l'ensemble des actes constitutionnels du régime de Vichy promulgué à la suite de ce texte.
L'article 11 indique que cette ordonnance sera appliquée au territoire continental au fur et à mesure de sa libération, et qu'une ordonnance spéciale interviendra pour les départements du Bas-Rhin, du Haut-Rhin et de la Moselle, ce qui fut fait le 15 septembre 1944,. Cinq ordonnances additionnelles à l'ordonnance du 9 août 1944 vont suivre, les 11 octobre 1944, 8 décembre 1944, 31 mars 1945, 6 juin 1945 et 2 novembre 1945. Une ordonnance du 28 mai 1946 de la Fédération indochinoise sera promulguée le 6 juin 1946 pour le même objet.
Dans l'exposé des motifs, l'ordonnance indique : « Telle est l'ordonnance portant rétablissement de la légalité républicaine sur le territoire continental, c'est-à-dire en France métropolitaine, exception faite de la Corse où la situation législative, résultant d'une libération antérieure aux dispositions ainsi prises, appelle un texte particulier qui interviendra incessamment. »

## Rupture ou continuité?
Si le droit sous Vichy repose ultimement sur l'acte dit loi constitutionnelle du 10 juillet 1940, et donc qu'en principe l'annulation de cet acte devrait entrainer l'annulation de toutes les normes édictées par l'État français, le GPRF s'abstiendra de constater expressément la nullité d'un grand nombre de textes afin de préserver la sécurité juridique dans un certain nombre de domaines jugés « non contaminés » par l'idéologie de la « Révolution nationale ». Ceci avait d'ailleurs été expressément préparé par l'ordonnance dans ses articles 2 et 7.
L'influence de René Cassin, qui dès juin 1940, avec les premiers gaullistes, avait été à l'origine de la démonstration de l'anticonstitutionnalité du régime pétainiste,,, se révèlera décisive dans les choix de validation, d'annulation ou d'abrogation opérés.

## Responsabilité de l'État français
Des hommes politiques français sont récemment revenus, dans une certaine mesure, sur la tradition gaulliste de non-reconnaissance de la légalité du régime vichyste, maintenue constamment depuis 1944. Ainsi le président Jacques Chirac, lors de son discours du 16 juillet 1995 au Vélodrome d'Hiver, puis Lionel Jospin, ont reconnu la responsabilité de l'État dans les crimes commis par le régime du maréchal Pétain. L'ordonnance du 9 août 1944 n'a toutefois pas été abrogée ni remise en cause : l'illégalité du régime n'est pas questionnée, mais un virement opéré au regard de la responsabilité des administrations dépendantes des « gouvernements de fait » sous Vichy. Pour les gaullistes, en effet, l'État ne pouvait être tenu pour responsable des actes commis sous Vichy puisque, précisément, Vichy ne représentait pas l'État français et ses administrations travaillaient sans aucun contrôle parlementaire. Reconnaitre une quelconque responsabilité de l'État reviendrait à légitimer le régime de Vichy et son appellation d'« État français » utilisée alors.
L'action des gouvernements dirigés par le maréchal Pétain souffraient d'un double vice. Elle s'appuyait sur des actes constitutionnels qui restaient non ratifiés par le peuple français, et donc nuls et de nul effet. Elle procédait ensuite de gouvernements non habilités par un vote ou des motions de confiance de la souveraineté nationale, c'est-à-dire sans contrôle ni quitus du Parlement, dont les chambres en l'état des textes et actes votés depuis l'entrée en guerre de la France, n'étaient nulle part dessaisies ni dissoutes.
Depuis, la jurisprudence tend à reconnaître la responsabilité de l'administration française. Dans l'arrêt Papon du 12 avril 2002,, le Conseil d'État a ainsi considéré que les dispositions de l'article 3 de l’ordonnance du 9 août 1944 :
« ne sauraient avoir pour effet de créer un régime d’irresponsabilité de la puissance publique à raison des faits ou agissements commis par l’administration française dans l’application de la législation antisémite du gouvernement dit de l’État français. »
Le Conseil d'État abandonne ainsi en référence à la déclaration précitée la jurisprudence fixée par les arrêts des 14 juin 1946, 4 janvier et 25 juillet 1952, Ganascia, époux Giraud et Delle Remise.
Cette nouvelle jurisprudence fut appliquée par le tribunal administratif de Paris, en juin 2002, dans une affaire opposant la Fédération nationale des déportés et internés résistants et patriotes au ministère de l'Intérieur.
Par ailleurs, le Conseil d'État eut à examiner d'autres questions relatives à la responsabilité de l'État et au dédommagement des victimes. Il eut ainsi l'occasion de réaffirmer le 16 avril 2009 la doctrine exprimée au cours de l'arrêt Papon, considérant toutefois les dispositifs actuels de réparation financière comme satisfaisants, tout en ajoutant :
« La réparation des souffrances exceptionnelles endurées par les personnes victimes des persécutions antisémites ne pouvait toutefois se borner à des mesures d'ordre financier. Elle appelait la reconnaissance solennelle du préjudice collectivement subi par ces personnes, du rôle joué par l'État dans leur déportation ainsi que du souvenir que doivent à jamais laisser, dans la mémoire de la nation, leurs souffrances et celles de leurs familles. Cette reconnaissance a été accomplie par un ensemble d'actes et d'initiatives des autorités publiques françaises.

Ainsi, après que le Parlement eut adopté la loi du 26 décembre 1964 tendant à constater l'imprescriptibilité des crimes contre l'humanité, tels qu'ils avaient été définis par la charte du tribunal international de Nuremberg, le Président de la République a, le 16 juillet 1995, solennellement reconnu, à l'occasion de la cérémonie commémorant la grande rafle du Vélodrome d'Hiver des 16 et 17 juillet 1942, la responsabilité de l'État au titre des préjudices exceptionnels causés par la déportation des personnes que la législation de l'autorité de fait se disant gouvernement de l'État français avait considérées comme juives.

Enfin, le décret du 26 décembre 2000 a reconnu d'utilité publique la Fondation pour la Mémoire de la Shoah, afin notamment de développer les recherches et diffuser les connaissances sur les persécutions antisémites et les atteintes aux droits de la personne humaine perpétrées durant la Seconde Guerre mondiale ainsi que sur les victimes de ces persécutions,. »
À l'occasion du  70e anniversaire de la rafle du Vélodrome d'Hiver, le 22 juillet 2012, le président de la République, François Hollande, prononce un discours dans la droite ligne de celui de Jacques Chirac,.

## Organisations dissoutes
Les organisations dissoutes par l'article 10 sont les suivantes :
- la Légion française des combattants (LFC),
- le Service d'ordre légionnaire (SOL),
- la Milice,
- le groupe Collaboration,
- la Phalange africaine,
- la Milice anti-bolchévique,
- la Légion tricolore,
- le Parti franciste de Marcel Bucard,
- le Rassemblement national populaire (RNP) de Marcel Déat,
- le Comité ouvrier de secours immédiat (COSI),
- le Mouvement social révolutionnaire (MSR),
- le Parti populaire français (PPF),
- les Jeunesses de France et d'Outre-mer (JFOM).